# Lorentziella glauca
Lorentziella glauca là một loài Rêu trong họ Gigaspermaceae. Loài này được Müll. Hal. mô tả khoa học đầu tiên năm 1879.